# 키로프주
키로프주(러시아어: Кировская область, IPA: [ˈkʲirəfskəjə ˈobləsʲtʲ])는 러시아의 연방주체(주)이다. 동유럽에 위치하고 있다. 그것의 행정중심은 키로프의 도시이다. 2010년 인구 조사 기준 인구는 1,341,312명이다.

## 주민
주민은 러시아인이나, 코미인, 타타르인도 거주한다.
- 러시아인 (90,4 %)
- 타타르인 (2,7 %)
- 마리인 (2,6 %)
- 우드무르트인 (1,4 %)
- 우크라이나인 (1,1 %)

| 연도                | 인구      | ±%     |
| ------------------- | --------- | ------ |
| 1897                | 3,030,831 | —      |
| 1939                | 2,226,000 | −26.6% |
| 1959                | 1,913,600 | −14.0% |
| 1970                | 1,727,348 | −9.7%  |
| 1979                | 1,661,546 | −3.8%  |
| 1989                | 1,692,655 | +1.9%  |
| 2002                | 1,503,529 | −11.2% |
| 2010                | 1,341,312 | −10.8% |
| 2021                | 1,153,680 | −14.0% |
| Source: Census data |           |        |

- 출생: 9,047 (1,000명 당 7.4명)
- 사망: 19,003 (1,000명 당 15.5명)

## 행정 구역

### 군
- 아파나시옙스키군 (Афанасьевский)
- 아르바시스키군 (Арбажский)
- 벨로홀루니츠키군 (Бело-Холуницкий)
- 보고로츠키군 (Богородский)
- 다롭스코이군 (Даровской)
- 팔렌스키군 (Фаленский)
- 키크누르스키군 (Кикнурский)
- 킬메스키군 (Кильмезский)
- 키로보체페츠키군 (Кирово-Чепецкий)
- 코텔니치스키군 (Котельничский)
- 쿠멘스키군 (Куменский)
- 레뱌시스키군 (Лебяжский)
- 루스키군 (Лузский)
- 말미시스키군 (Малмыжский)
- 무라신스키군 (Мурашинский)
- 나고르스키군 (Нагорский)
- 넴스키군 (Немский)
- 놀린스키군 (Нолинский)
- 오무트닌스키군 (Омутнинский)
- 오파린스키군 (Опаринский)
- 오리쳅스키군 (Оричевский)
- 오를롭스키군 (Орловский)
- 피잔스키군 (Пижанский)
- 포도시놉스키군 (Подосиновский)
- 산추르스키군 (Санчурский)
- 샤발린스키군 (Шабалинский)
- 슬로보츠코이군 (Слободской)
- 소베츠키군 (Советский)
- 순스키군 (Сунский)
- 스베친스키군 (Свечинский)
- 투진스키군 (Тужинский)
- 우닌스키군 (Унинский)
- 우르줌스키군 (Уржумский)
- 베르흐네캄스키군 (Верхнекамский)
- 베르호시젬스키군 (Верхошижемский)
- 뱌츠코폴랸스키군 (Вятско-Полянский)
- 야란스키군 (Яранский)
- 유리얀스키군 (Юрьянский)
- 주옙스키군 (Зуевский)